# 長孫平
長孫 平（ちょうそん へい、生没年不詳）は、北周から隋にかけての政治家。字は処均。本貫は河南郡洛陽県。

## 経歴
長孫倹の子として生まれた。北周に仕えて、衛王宇文直の下で侍読をつとめた。ときに武帝は宇文護の圧迫を受けており、宇文直と図って宇文護を殺害しようとした。宇文直は前後して長孫平を使者として立て、ひそかに武帝と意を通じた。宇文護が殺害されると、長孫平は開府儀同三司・楽部大夫の位を受けた。宣帝が即位すると、東京官属が置かれ、長孫平は小司寇となり、小宗伯の趙芬とともに六府を分掌した。
楊堅は、若い頃から長孫平と情誼を結んだ。580年、楊堅が丞相となると、長孫平はますます礼遇された。尉遅迥・王謙・司馬消難らが乱を起こすと、楊堅は淮南の確保を重要と考えた。ときに賀若弼が寿陽に駐屯していたが、楊堅はかれの謀反を恐れて、長孫平を派遣して交代させようとした。賀若弼が交代を承知しなかったので、長孫平は壮士を率いて賀若弼を捕らえさせ、長安に送った。
583年、度支尚書に任ぜられた。天下の州県の多くが日照りに苦しんでいるのを見て、民間から粟や麦を供出させ、凶年に備えさせ、義倉と名づけるよう上奏した。また常平の官を置いて、食糧供給の平準化を図った。これにより地方に広く食糧が行き渡るようになった。
数年後、工部尚書に転じた。ときに大都督の邴紹が朝政を誹謗したとの告発を受け、文帝は怒って邴紹を斬ろうとした。長孫平が進み出て「邴紹を殺すのは聖徳を汚すもの」と諫めたので、文帝は邴紹を許し、誹謗の罪を奏聞しないよう群臣に勅令を下した。
突厥の達頭可汗と都藍可汗がたがいに攻撃しあうと、双方が使者を派遣して隋の援軍を求めた。文帝は長孫平に節を持たせて説得にあたらせ、両者を和解させようとした。長孫平は突厥に利害を説いて、双方に戦いをやめさせた。可汗は長孫平に馬200匹を贈った。長孫平が帰還すると、獲得した馬を文帝に差し出したが、文帝は全て長孫平に与えた。
しばらくして、長孫平は譴責にあい、尚書として検校汴州事に出された。1年あまりして、汴州刺史に任ぜられた。後に許州刺史・貝州刺史を歴任し、善政で知られた。相州刺史に転じ、難治の地として知られた鄴で治績を挙げた。相州にあること数年、正月15日に、相州の人々がふざけて衣のすそに甲冑のかたちを描いたため、文帝の怒りを買って長孫平は免官された。まもなく文帝は長孫平の旧功を思い出して、位を大将軍に進ませ、太常卿に任じ、判吏部尚書事をつとめさせた。仁寿年間、長孫平は在官のまま死去した。諡は康といった。
子に長孫師孝があり、渤海郡主簿となったが、隋末に王世充のために殺害された。

## 伝記資料
- 『隋書』巻46 列伝第11
- 『北史』巻22 列伝第10